# Estados Unidos nos Jogos Olímpicos de Verão de 1952
Estados Unidos da América competiram os Jogos Olímpicos de Verão de 1952 em Helsinque, Finlândia. Ficaram em primeiro lugar no ranking geral, com 38 medalhas de ouro.